# 石山寺硅灰石

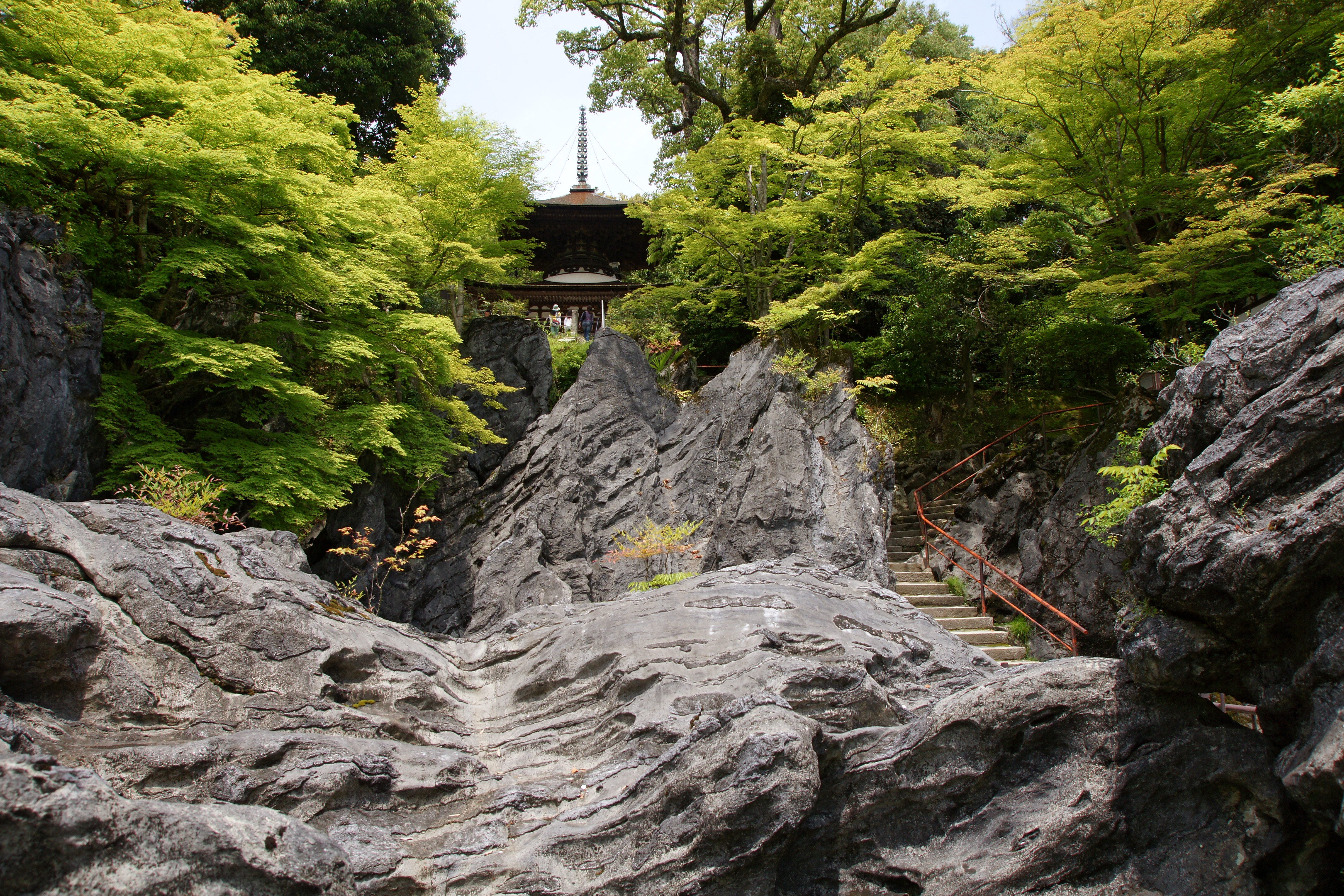
石山寺硅灰石。2009年5月23日撮影。

石山寺硅灰石（いしやまでらけいかいせき）は、滋賀県大津市石山寺1丁目にある国の天然記念物に指定された珪灰石の岩塊である。
珪灰石とは不純物を含んだ石灰岩やチャートの層に、花崗岩などの火成岩が入り込んだ影響（接触変成作用）によって出来た、ケイ酸カルシウムを主成分とする鉱物・岩石で、多量に産出するものは陶磁器の原料などに用いられることもあるが、石山寺境内にあるこの巨大な珪灰石は聖武天皇の天平年間（729年 - 749年）の古より大切に保全され続けており、「石山寺」という寺院名の由来も、この岩塊によるものと伝えられている。1922年（大正11年）3月8日に国の天然記念物に指定された。

## 解説
石山寺硅灰石のある石山寺は琵琶湖から流れ出る瀬田川の右岸、大津市南部の伽藍山（がらんやま/標高239メートル）東麓の小高い傾斜面にある。石山寺の山門を入って進んだ右側の手水の横に隣接する石段を登った中庭の正面に、凹凸のある奇怪な形状をした巨岩がある。これが石山寺硅灰石で、同様のものは岐阜県の春日鉱山（揖斐郡揖斐川町）や、福岡県の武中鉱産喜久鉱山（田川郡香春町）など日本国内各地に見られるが、石山寺硅灰石は由緒ある古刹石山寺の寺院名ゆかりの銘石として古来より著名であり、1922年（大正11年）3月8日に国の天然記念物に指定された。

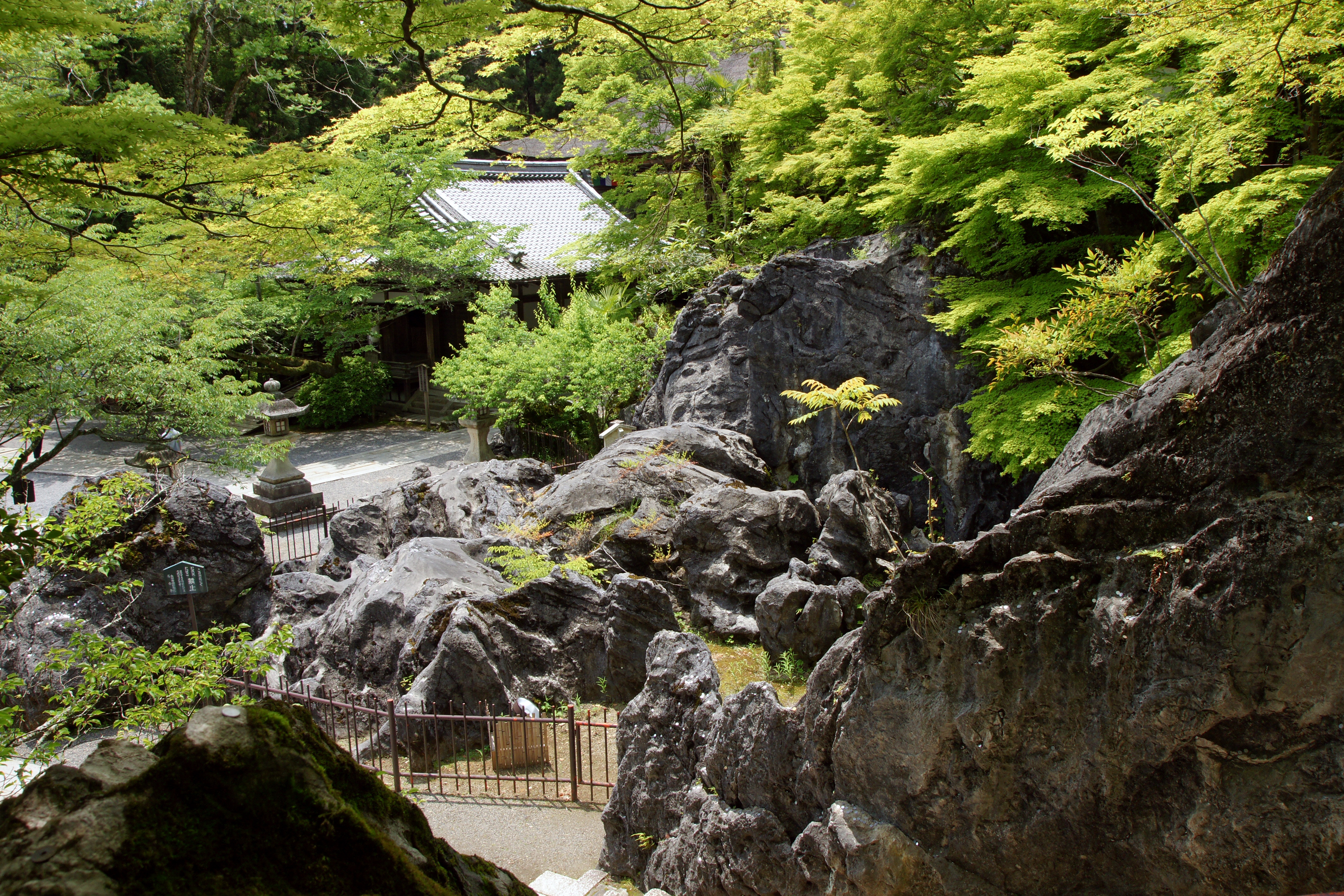
石山寺硅灰石。2009年5月23日撮影。

石山寺境内のある伽藍山はその名の通り奇岩怪石が多数存在しているが、この中で最もよく知られているものが天然記念物に指定された石山寺硅灰石である。伽藍山の山体は中生代から古生代に形成された石灰岩やチャートなどが接触変成作用を受けてホルンフェルス化した頁岩や砂岩から構成されており、これらの中に含まれる多数の結晶質石灰岩（大理石）や珪岩が再結晶して珪灰石ができたと考えられている。
このように石山寺硅灰石とその周辺の岩質は、元々は石灰岩を主体とするものであるが、石灰岩は多くの場合泥質が混入して灰色を帯びており、接触変成作用の際に泥質の部分は黒い筋となって縞模様が出来る。接触変成作用は石灰岩中に含まれる方解石がマグマに含まれる二酸化ケイ素との反応にも影響を与えたと考えられ、珪灰石の表面をよく見ると三斜晶系の樹枝状になったものや、羽毛状になったものがレリーフのように浮き出て見えるが、これは珪灰石が方解石よりも硬いため、侵食や風化を受けにくいことによるものである。
石山寺と伽藍山を挟んで西側にある国分団地内を流れる小規模な河川、三田川（さんたがわ）の河床の一部には、石山寺硅灰石と同系統の珪灰石が川底に露出しており、水流の影響により岩の表面が洗われているため見事な白い色を保っている。この露頭の白い岩石は大まかには大理石であるが、さらによく観察すると黒っぽい縞模様があり、この縞模様と大理石との間に挟まれて、引き延ばされたように見える灰色の部分が確認できる。厳密にはこの灰色の部分が珪灰石で表面を磨くと美しい白色を帯びる。

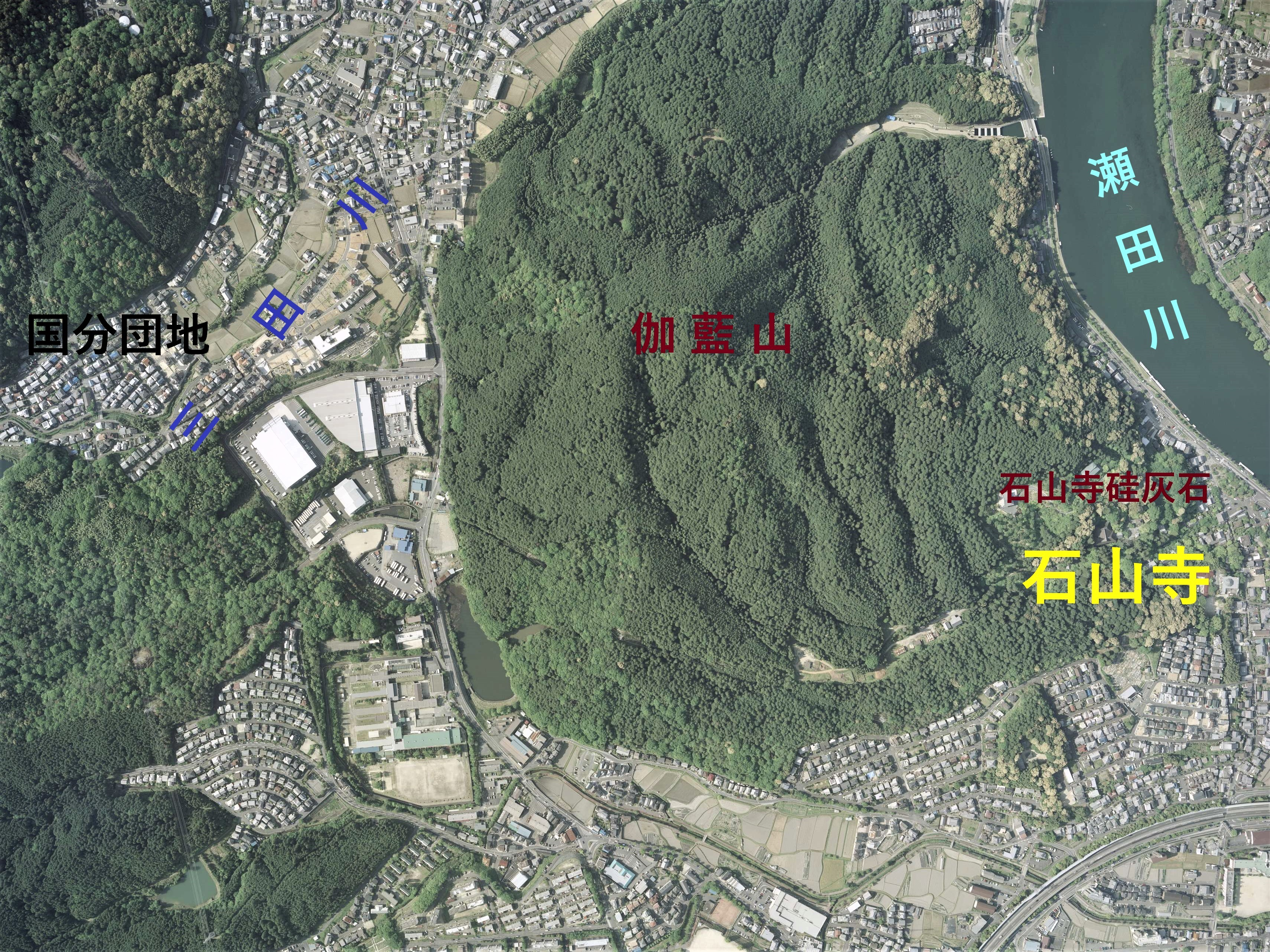
伽藍山を中心とした石山寺周辺の空中写真。
。（2006年5月6日撮影の画像を使用作成）

以前は石山寺硅灰石も三田川の露頭と同じように真っ白な姿を見せていたというが、今日では表面が少し汚れているため、白い色や縞模様など表面の構造が見えにくい。かつては「白色」の代表的なものの例えとして引き合いに出されることもあり、前述した国分団地にほど近い幻住庵に4箇月ほど滞在した経験のある松尾芭蕉は「おくのほそ道」の中で次の一句を詠んでいる。
「石山の　石より白し　秋の風」
意訳（この観音堂の岩山は、近江の石山寺の石よりも白いといわれるが、ここにいま吹きすぎる秋風は、さらにもっと白い感じがすることだ。）
この句は芭蕉が加賀の那谷寺（現石川県小松市）にある岩山（流紋岩質の凝灰岩）を見て詠んだもので、この句の中の「石山」とは石山寺のことであり、「石」とは今日の国指定の天然記念物である「石山寺硅灰石」のことに他ならず、当時の「白い色」の代名詞のひとつであったことを示している。

## 交通アクセス
所在地
滋賀県大津市石山寺辺町。
交通
- 京阪石山坂本線「石山寺駅」より徒歩10分
- 西日本旅客鉄道（JR西日本）琵琶湖線（東海道本線）「石山駅」より京阪バス「石山寺山門前」下車
- 甲賀市コミュニティバス「京阪石山寺」より徒歩10分
- 名神瀬田東IC・瀬田西ICより車5分